# George Fenton
George Fenton (Londra, 19 ottobre 1950) è un compositore britannico, noto autore di colonne sonore cinematografiche.
Ha ricevuto quattro candidature agli Oscar senza riuscire a conquistare la statuetta: nel 1982 per Gandhi, nel 1987 per Grido di libertà, nel 1988 per Le relazioni pericolose e nel 1991 per La leggenda del re pescatore.

## Filmografia parziale
- Gandhi, regia di Richard Attenborough (1982)
- In compagnia dei lupi (The Company of Wolves), regia di Neil Jordan (1984)
- 84 Charing Cross Road, regia di David Hugh Jones (1987)
- Grido di libertà (Cry Freedom), regia di Richard Attenborough (1987)
- Le relazioni pericolose (Dangerous Liaisons), regia di Stephen Frears (1988)
- Il matrimonio di Lady Brenda (A Handful of Dust), regia di Charles Sturridge (1988)
- High Spirits - Fantasmi da legare (High Spirits), regia di Neil Jordan (1988)
- Non siamo angeli (We're No Angels), regia di Neil Jordan (1989)
- Memphis Belle, regia di Michael Caton-Jones (1990)
- Calda emozione (White Palace), regia di Luis Mandoki (1990)
- 102 Boulevard Haussmann, regia di Udayan Prasad - film TV (1990)
- La leggenda del re pescatore (The Fisher King), regia di Terry Gilliam (1991)
- Analisi finale (Final Analysis), regia di Phil Joanou (1992)
- Eroe per caso (Hero), regia di Stephen Frears (1992)
- Viaggio in Inghilterra (Shadowlands), regia di Richard Attenborough (1993)
- Ricomincio da capo (Groundhog Day), regia di Harold Ramis (1993)
- Ladybird Ladybird, regia di Ken Loach (1994)
- La pazzia di Re Giorgio (The Madness of King George), regia di Nicholas Hytner (1994)
- Agenzia salvagente (Mixed Nuts), regia di Nora Ephron (1994)
- Terra e libertà (Land and Freedom), regia di Ken Loach (1995)
- Amare per sempre (In love and war), regia di Richard Attenborough (1996)
- La seduzione del male (The Crucible), regia di Nicholas Hytner (1996)
- My Name Is Joe, regia di Ken Loach (1998)
- La leggenda di un amore - Cinderella (Ever After), regia di Andy Tennant (1998)
- L'oggetto del mio desiderio (The Object of My Affection), regia di Nicholas Hytner (1998)
- C'è posta per te (You've Got Mail), regia di Nora Ephron (1998)
- Padrona del suo destino (Dangerous Beauty), regia di Marshall Herskovitz (1998)
- Entropy - Disordine d'amore (Entropy), regia di Phil Joanou (1999)
- Grey Owl - Gufo grigio (Grey Owl), regia di Richard Attenborough (1999)
- Anna and the King, regia di Andy Tennant (1999)
- Il ritmo del successo (Center Stage), regia di Nicholas Hytner (2000)
- Bread and Roses, regia di Ken Loach (2000)
- Immagini (Imagining Argentina), regia di Christopher Hampton (2002)
- Tutta colpa dell'amore (Sweet Home Alabama), regia di Andy Tennant (2002)
- Sweet Sixteen, regia di Ken Loach (2002)
- Stage Beauty, regia di Richard Eyre (2004)
- Un bacio appassionato (Ae Fond Kiss...), regia di Ken Loach (2004)
- Valiant - Piccioni da combattimento (Valiant), regia di Gary Chapman (2005)
- Tickets, regia di Ermanno Olmi, Abbas Kiarostami e Ken Loach (2005)
- Lady Henderson presenta (Mrs Henderson Presents), regia di Stephen Frears (2005)
- Hitch - Lui sì che capisce le donne (Hitch), regia di Andy Tennant (2005)
- Vita da strega (Bewitched), regia di Nora Ephron (2005)
- Il vento che accarezza l'erba (The Wind That Shakes the Barley), regia di Ken Loach (2006)
- L'ultima vacanza (Last Holiday), regia di Wayne Wang (2006)
- The History Boys (The History Boys), regia di Nicholas Hytner (2006)
- In questo mondo libero... (It's a Free World...), regia di Ken Loach (2007)
- Earth - La nostra Terra (Earth), regia di Alastair Fothergill e Mark Linfield (2007) - Documentario
- Tutti pazzi per l'oro (Fool's Gold), regia di Andy Tennant (2008)
- Il mio amico Eric (Looking for Eric), regia di Ken Loach (2009)
- Il cacciatore di ex (The Bounty Hunter), regia di Andy Tennant (2010)
- La parte degli angeli (The Angels' Share), regia di Ken Loach (2012)
- The Spirit of '45, regia di Ken Loach (2013)
- Muhammad Ali's Greatest Fight, regia di Stephen Frears (2013)
- The Zero Theorem - Tutto è vanità (The Zero Theorem), regia di Terry Gilliam (2013)
- Jimmy's Hall - Una storia d'amore e libertà (Jimmy's Hall), regia di Ken Loach (2014)
- Un'occasione da Dio (Absolutely Anything) , regia di Terry Jones (2015)
- Io, Daniel Blake (I, Daniel Blake), regia di Ken Loach (2016)
- Woman Walks Ahead, regia di Susanna White (2017)
- Un uomo tranquillo (Cold Pursuit), regia di Hans Petter Moland (2019)
- The Secret - La forza di sognare (The Secret: Dare to Dream), regia di Andy Tennant (2020)
- The Duke, regia di Roger Michell (2020)
- The Old Oak, regia di Ken Loach (2023)